# Yves Levêque
 (février 2024).
Ne doit pas être confondu avec Yves Lévesque.
Yves Levêque est un artiste musicien, pianiste - violoniste - compositeur - arrangeur - chanteur né le 29 janvier 1948 à La Guerche-de-Bretagne (Ille-et-Vilaine) (France).

## Biographie

### Enfance et Formation
Yves Levêque naît le 29 janvier 1948 à La Guerche-de-Bretagne. Son père, Paul, est horloger bijoutier, passionné de théâtre et de bel canto. Il s’investit dans la troupe de comédiens de sa bourgade bretonne. Geneviève Levêque, son épouse, fille du baryton Yves Noël (15 ans 1er baryton à l’Opéra de Paris) est professeure de musique. Elle élève Yves et ses deux frères dans l’univers de la musique classique. Elle leur enseigne le solfège et le piano. Bach ou Mozart font partie de leur répertoire. À 13 ans, Yves entre au Conservatoire de musique de Rennes en classes de piano (P. Froment), de violon (M.A. Magadur), de percussions (H. Hans) et de solfège.

### Débuts
Il se met à la flûte traversière et prend des cours d’harmonie.

### Années 1970
En 1971, avec son frère Gilles, ils enregistrent leur 1er album Ma Terre. Ils tournent ensemble, montent à Paris, se produisent dans les cabarets . En 1979, ils enregistrent leur second album: Mosaïque. En 1980, ils partent en tournée avec Serge Lama. Ils se séparent en 1981.

### Années 1980
Yves Levêque s'oriente vers une carrière solo. Multi-instrumentiste, il s'accompagne au piano, à la guitare, joue du violon, de la flûte, de l'accordéon. En 1982, il s'entoure d'auteurs qui correspondent à sa sensibilité (Jean-Pierre Kernoa, Dominique Villanova, C. Seille, S. Riba) et enregistre au studio Miraval l'album N°1 Imagine arrangé par Gilles Tinayre, distribué par Vogue.
Puis se sont les festivals: Le Printemps de Bourges et "Ya d'la chanson dans l'air" à l'Olympia. 1985, c'est la sortie du single Tous les coups.
On le voit en concert au Petit Journal Montparnasse.

### Années 1990
Tout en continuant sa carrière de Chanteur-Compositeur, Yves Lévêque se passionne pour la musique de film. Ainsi, il compose pour la télévision.
Il enregistre un album de Jazz Fusion Sax Honoré Secret Sets avec le groupe T.S.C.
En 1995, il met en scène l'Opéra Rock La Révolution Française.

### Années 2000 à 2015
En collaboration avec Marie-Béatrice Di Savona, metteur en scène, il prend la direction de plusieurs spectacles musicaux qu'il réorchestre et auquel il ajoute des créations personnelles au besoin : Je suis tombé par terre inspiré des Misérables, Paris-Prévert je t'aime hommage à Jacques Prévert pour les 20 ans de sa disparition, Chats étoilés, Nuit tigrée, inspiré de la comédie musicale Cats, 35-45 Histoire d'en parler, Le Paradis Perdu inspiré du Peter Pan de James Mattew Barrie, Excalibur, création inspirée de la célèbre légende des Chevaliers de la Table Ronde, Don Quichotte, d'après la comédie musicale L'Homme de la Mancha, Le Petit Bal de la Marine, Autour de Piaf et Brel, Milord et Madeleine, Louis IX Roi de France, spectacle historique pour la ville de Poissy.
Avec Marie-Béatrice Di Savona, ils créent Bonjour Monsieur Brel, spectacle musical où une vingtaine de chanteurs, danseurs, comédiens et musiciens donnent vie aux personnages qui ont jalonné les chansons de Jacques Brel. Ce spectacle tournera de 2002 à 2008. Il sera leur plus importante création et production. En 2004, il organise le festival Gallinotes, rencontre des instruments à cordes à travers le Classique et le Jazz.
En 2014, Yves Mathieu, propriétaire du mythique cabaret d'auteurs montmartrois Au Lapin Agile propose à Yves Levêque de prendre le poste de pianiste titulaire et de composer les musiques illustrant 65 poèmes inédits d'Aristide Bruant : Dans la Rue.

### Années 2016 à 2023
En 2016, l'idée d'une musique symphonique de générique lui donne l'inspiration pour commencer l'écriture du 1er mouvement d'un Concerto pour piano. En 2017, il écrit les arrangements de ses chansons pour 45 musiciens. Les concerts ont lieu à Rennes et dans ses environs. En 2018, sortie d'un double album compilation de ses compositions préférées : La Musique à Fleur de Peau.
2019 verra l'écriture du 2nd mouvement du concerto pour piano et Michel Merlet, professeur d'orchestration à la Schola Cantorum de Paris et à l'École Normale de Musique de Paris, devient son conseiller en orchestration.
L'hiver 2020, il est sollicité pour écrire les musiques des films Au Milieu des Terres et Dunk or Die. 2020, début de l'écriture du 3ème mouvement qui verra son achèvement l'été 2021.
Il rassemble une mini formation symphonique de 20 musiciens. Le résultat  le décide d'enregistrer l'œuvre avec un orchestre symphonique de 50 musiciens. Le rendez-vous est pris le 1er novembre 2022 à la Salle Colonne avec l'orchestre Colonne dirigé par le compositeur assisté de Pierre-Alexis Touzeau, directeur musical de l'Orchestre Hexagone et des Déconcertants.

### Vie privée
En 1977 il se marie avec Marie-Béatrice di Savona avec laquelle il a 3 enfants. Marie-Béatrice deviendra Metteuse en scène. En 1987 ils s'installent à Chavenay (78) et s'impliquent dans la vie de la commune.
Leur fille est artiste chanteuse interprète.
Leur fils Hadrian est acteur.

## Discographie
- 1968 : La Rose et le lilas[13] (Les Maisons de l’Avenir) Single NE 111
- 1971 : Ma Terre (Yves & Gilles)[2] Album MM 3356
- 1972 : Petite Fille du Ciel[2] (Yves & Gilles) Single MM 5114
- 1973 : Le Petit nuage (Yves &Gilles) Single MM 5114
- 1979 : Mosaïque[3] (Yves & Gilles) Album WS 1178
- 1982 : Imagine[4] (Vogue) Album MU 219
- 1983 : Imagine[14] (Vogue) Single VG 108
- 1985 : Tous les Coups (E & R Productions) Single MU 102
- 1994 : Sax Honoré Secrets Sets (TSC) Album TSC 9404 102
- 2014 : Bruant « Dans la rue » (EPM)  Coffret 986897
- 2018 : La Musique à Fleur de peau (HELORA  Productions) Coffret  Compilation
- 2024 : ARIANA Concert pour Piano (IndeSens Calliope Records) ICO28

## Festivals
- 1983 : Printemps de Bourges (Petit théâtre)
- 1984 : Ya d’la chanson dans l’air (Olympia)
- 1986 : Avignon (La Parenthèse verte)
- 2012 : Compiègne (Festival spectacles de rue)

## Tournées
- 1979 : 1ère partie de Serge Lama (Palais des Sports St Etienne, Palais des sports Reims)
- 1985 : Canada (Québec, Montréal)
- 1986 : Angleterre (Birmingham)
- 1989 : Hollande (Rotterdam, Hoorn)
- 1995 à 2001: Suisse
- 2002 - 2009 : Allemagne

## Télévision
Télévision comme compositeur               
- 1982 : Agneaux (FR3 Rennes) A vol d’oiseaux (FR3 Rennes)
- 1983 : A-denn-askell (FR3 Rennes)
- 1985 : Main basse sur l’Automobile (TF1)
- 1990 : Faucon, La Loire, Chambord, Menuet à Gien, Ballade à Ouessant, Territoires, Bleu Marbre Baudou, Gabion, Grand large  (FR3 Territoires)
- 1992 : Top 12, Temps X (TF1)

## Films
Films comme compositeur
- 1990 : Plein Cap (Production ANCE)
- 1991 : Circus Juridicus (Production ANCE), Millet (Production ANCE)
- 2021 : Au milieu des Terres (Production Benur Films)
- 2022 : Dunk or Die[8] (Production Benur Films)

## Récompenses
1964 : 2ème Prix concours des jeunes orchestres (Vitré)
1965 : 1er Prix Coupe des Chanteurs Amateurs (Chateaubriand) Yves et Gilles
1968 : 1er Prix Palmarès des Chansons (Rennes), 3ème prix Les Numéros 1 de Demain (Olympia) Yves et Gilles
1971 : 5 semaines consécutives au Jeu de la Chance Télé Dimanche (TF1) Yves et Gilles
1986 : 1er Prix de la Chanson Francophone pour la nature et l'environnement (A2-France Inter-SACEM-Olympia-Ministère de l'Environnement)
2006 : Prix Passion Conseil Régional d'Île de France pour le spectacle C'est la Faute à Voltaire
2008 :  Prix Passion Conseil Régional d'Île de France pour le spectacle Le Paradis perdu
2009 : Prix Passion Conseil Régional d'Île de France pour le spectacle Nuits tigrées
2010 : Prix Passion Conseil Régional d'Île de France pour le spectacle À Cœurs ouverts
2023 : 2 Golden Prize Word Classical Music Awards dans les catégories Concerto et Composition, 3 First Prize au World Grand Prix Music Contest dans les catégories Concerto, Composition Originale et Piano et Royale Grand Prize Winner avec 4 Diamond Prize au Royale Music competition dans les catégories Composition, Concerto Composition, Concerto Piano et Music Video, Grand Prix au World Master Open Music Compétition.